# Cyamus catodontis
Cyamus catodontis är en kräftdjursart som beskrevs av Margolis 1954. Cyamus catodontis ingår i släktet Cyamus och familjen vallöss. Inga underarter finns listade i Catalogue of Life.